# Debeljak
Debeljak – wieś w Chorwacji, w żupanii zadarskiej, w gminie Sukošan. W 2011 roku liczyła 919 mieszkańców.